# Mistrzostwa Nordyckie w Zapasach 1976
Mistrzostwa odbyły się w norweskim Notodden, 5 kwietnia 1975 roku.

## Tabela medalowa
Gospodarz zawodów został zaznaczony kolorem.
| Poz. | Państwo   |    |    |    | Łącznie |
| ---- | --------- | -- | -- | -- | ------- |
| 1    | Szwecja   | 13 | 5  | 5  | 23      |
| 2    | Finlandia | 6  | 12 | 5  | 23      |
| 3    | Norwegia  | 1  | 2  | 4  | 7       |
| 4    | Dania     | 0  | 1  | 5  | 6       |
|      | Łącznie   | 20 | 20 | 19 | 59      |

## Wyniki

### Styl klasyczny
| Konkurencja            | Złoto            | Srebro           | Brąz                  |
| Kategoria do 48 kg     | Kalle Tegelberg  | Pasi Antilla     | Rune Thorjussen       |
| Kategoria do 52 kg     | Ulf Grindegard   | Reijo Haaparanta | Jan Pedersen          |
| Kategoria do 57 kg     | Pertti Ukkola    | Gerry Svensson   | Bjarne Toft           |
| Kategoria do 63 kg     | Jouko Kuosaari   | Rolf Andersson   | Harald Hervig         |
| Kategoria do 68 kg     | Lars-Erik Skiöld | Harald Madsen    | Tapio Sipilä          |
| Kategoria do 74 kg     | Jan Karlsson     | Veikko Lavonen   | Bjoern Jensen         |
| Kategoria do 82 kg     | Leif Andersson   | Markku Hatrinen  | Klaus Mysen           |
| Kategoria do 90 kg     | Frank Andersson  | Roar Arntsen     | Allan Karng           |
| Kategoria do 100 kg    | Tore Hem         | Teuvo Sillitaeae | Svend Erik Studsgaard |
| Kategoria ponad 100 kg | Arne Robertsson  | Einar Gundersen  | Joergen Christensen   |

### Styl wolny
| Konkurencja            | Złoto            | Srebro           | Brąz             |
| Kategoria do 48 kg     | Zeljko Radetic   | Pekka Rauhala    | Jonny Sundberg   |
| Kategoria do 52 kg     | Kauko Naavala    | Jukka Rauhala    | Stig-Ake Lundell |
| Kategoria do 57 kg     | Pekka Alanen     | Harri Uusimaeki  | Anders Friberg   |
| Kategoria do 62 kg     | Ilpo Seppälä     | Tord Aslund      | Hannu Övermark   |
| Kategoria do 68 kg     | Lennart Lundell  | Kari Övermark    | Arto Ahonen      |
| Kategoria do 74 kg     | Jarmo Övermark   | Bo Falqvist      | Matti Oevermark  |
| Kategoria do 82 kg     | Kurt Elmgren     | Juhani Hakola    | Jouko Kuntila    |
| Kategoria do 90 kg     | Boerje Nilsson   | Asko Takala      | –                |
| Kategoria do 100 kg    | Roland Andersson | Teuvo Honkaniemi | Roger Oeberg     |
| Kategoria ponad 100 kg | Raimo Karlsson   | Lars Gustavsson  | Jorma Eskelinen  |